# دیو کلارک فایو
دیو کلارک فایو (به انگلیسی: The Dave Clark Five) که به اختصار دی‌سی‌فایو هم گفته می‌شود نام یک گروه پاپ راک انگلیسی است که بین سال‌های ۱۹۵۷ تا ۱۹۷۰ فعال بود.
آثار دی‌سی‌فایو در فاصله سال‌ها ۱۹۶۴ تا ۱۹۶۷، هفده بار به جدول ۴۰ آهنگ پرفروش روز راه یافتند. آن‌ها با ترانهٔ «Glad All Over» بعد از بیتل‌ها دومین گروه جریان استیلای بریتانیایی بودند که تبدیل به یکی از پرفروش‌ترین‌ها در ایالات متحده شدند.
دی‌سی‌فایو که بیش از هر گروه بریتانیایی دیگری در شوهای اِد سالیوان برنامه اجرا کرده‌اند در تاریخ ۱۰ مارس سال ۲۰۰۸ به تالار مشاهیر راک اند رول راه یافتند.